# Démonte-obus
Le démonte-obus est un petit outil utilisé pour démonter et remonter l’obus qui se situe à l'intérieur des valves pneumatiques (chambre à air) à l'intérieur des pneus.